# Cantón de Saint-Péray
El cantón de Saint-Péray era una división administrativa francesa, que estaba situada en el departamento de Ardecha y la región de Ródano-Alpes.

## Composición
El cantón estaba formado por diez comunas:
- Alboussière
- Champis
- Châteaubourg
- Cornas
- Guilherand-Granges
- Saint-Péray
- Saint-Romain-de-Lerps
- Saint-Sylvestre
- Soyons
- Toulaud

## Supresión del cantón de Saint-Péray
En aplicación del Decreto nº 2014-148 de 13 de febrero de 2014, el cantón de Saint-Péray fue suprimido el 22 de marzo de 2015 y sus 10 comunas pasaron a formar parte; cinco del nuevo cantón de Guilherand-Granges, tres del nuevo cantón de Lamastre y dos del nuevo cantón de La Voulte-sur-Rhône.